# Râul Cuticna
Râul Cuticna este un curs de apă, afluent al râului Vasluieț. 